# إنقاذ ما يمكن إنقاذه (فلم)
إنقاذ ما يمكن إنقاذه هو فيلم درما مصري من إخراج سعيد مرزوق وبطولة محمود ياسين، مديحة كامل، ميرفت أمين، حسين فهمي وسمير غانم. صدر الفيلم في 30 ديسمبر 1985.

## نبذه
يعود نبيل إلى مصر بعد غياب 18 عامًا ليسترد قصر والده بعد أن رفعت عنه الحراسة، يتعرف على المدرسة أمل، يفاجأ بصديقه عمر وقد أصبح ثريًا من تجارة المخدرات ويصبح رجل أعمال له نفوذه، ينجح عمر في جذب نبيل إلى عالمه. وينتقل بسهراته إلى القصر الذي يتحول إلى وكر للانحراف.

## طاقم العمل
- محمود ياسين بدور عمر
- مديحة كامل بدور زوبة
- ميرفت أمين بدور أمل
- حسين فهمي بدور نبيل
- سمير غانم بدور الملك دولار
- حسن مصطفى بدور عبد الشافي
- دلال عبد العزيز بدور أميرة

## التصوير
دور زوبة في الأصل قامت به سهير رمزي إلا أنها انسحت من الفيلم بسبب رفضها مشهد في الفيلم يتضمن قيام محمود ياسين بطبع ختم الدولة على قدمها، وهو أمر لم تستسغه، فرفضت المشهد قبل بدء التصوير، ووافق المخرج سعيد مرزوق على طلبها، لكنها فوجئت به في خامس أيام التصوير يصر على تنفيذ المشهد، فأصرت على الانسحاب، وحلت محلها مديحة كامل.

## وصلات خارجية
- مقالات تستعمل روابط فنية بلا صلة مع ويكي بيانات